# Немзети (футбольный клуб)
 Немзети СК  (венг. Nemzeti Sport Club ) — профессиональный венгерский футбольный клуб из города Будапешт. 

## История клуба
Клуб был основан в 1906 году. С сезона 1907-08 начал выступления во второй лиге венгерского чемпионата. Со второй попытки сумел подняться в элитный дивизион, где в сезоне 1909-10 занял третье место, которое так и останется наивысшим достижением команды в чемпионате. В мае 1909 года впервые игрок клуба получил приглашение в состав сборной Венгрии. Первопроходцем стал Иштван Тот, известный нападающий, который будет выступать в составе «Ференцвароша», а по завершении карьеры станет успешным тренером. Также в течение 1909 – 1910 годов в сборной из игроков «Немзети» сыграют Дьердь Главай, Дьюла Фельдманн и Шандор Боднар. 
Во время Первой мировой войны «Немзети» будет выступать в разных региональных лигах, в частности в 1915 году станет победителем Карпатской лиги. Восстановление полноценного чемпионата клуб встретит во втором дивизионе, но за три года вернется в элиту. Последующие годы клуб будет балансировать между двумя лигами, а сможет надолго закрепиться в элите в период между 1924 и 1934 годами. 
Первым футболистом «Немзети», который смог отличиться голом в составе сборной Венгрии стал в 1925 году Иллеш Шпитц, который вскоре перейдет в состав клуба «Уйпешт». В это же время за национальную команду будет выступать Янош Ремай, который проведет больше матчей за сборную в качестве игрока «Немзети» — 6 (1 гол). 
В 1926 году клуб будет среди членов-основателей Венгерской профессиональной лиги. В 1931 году произошло объединение «Немзети» с клубом «Терезварош». 
В первенстве 1937-38 годов нападающий клуба Янош Кишалаги установит рекорд результативности за сезон в элитном венгерском чемпионате среди игроков «Немзет », отличившись 18 раз. 
В 1942 году команда прекратит свое существование, чтобы ненадолго возродиться в 1945. Через год клуб снова распадется на короткое время восстановится в 1957 году, после окончательно исчезнет с профессиональной футбольной карты Венгрии. 

## Выступления в чемпионате Венгрии
| Сезон   | Лига                                | Класс | Место | Команд в чемпионате | Очков |
| ------- | ----------------------------------- | ----- | ----- | ------------------- | ----- |
| 1907–08 | 2 Лига                              | 2     | 2     | 8                   | 23    |
| 1908–09 | 2 Лига                              | 2     | 1     | 9                   | 30    |
| 1909–10 | 1 Лига                              | 1     | 3     | 9                   | 18    |
| 1910–11 | 1 Лига                              | 1     | 8     | 10                  | 12    |
| 1911–12 | 1 Лига                              | 1     | 7     | 10                  | 16    |
| 1912–13 | 1 Лига                              | 1     | 9     | 10                  | 6     |
| 1913–14 | 1 Ліга                              | 1     | 10    | 19                  | 9     |
| 1916–17 | Военный чемпионат, 2 Лига           | 2     | 2     | 12                  | 32    |
| 1917–18 | Военный чемпионат, 2 Лига           | 2     | 3     | 12                  | 27    |
| 1918–19 | Военный чемпионат, 2 Лига           | 2     | 2     | 12                  | 33    |
| 1919–20 | 1 Лига                              | 1     | 12    | 15                  | 20    |
| 1920–21 | 2 Лига                              | 2     | 2     | 14                  | 40    |
| 1921–22 | 2 Лига                              | 2     | 6     | 12                  | 22    |
| 1922–23 | 2 Лига                              | 2     | 5     | 15                  | 30    |
| 1923–24 | 2 Лига                              | 2     | 2     | 14                  | 40    |
| 1924–25 | Район Будапешт, 1 Лига              | 1     | 6     | 12                  | 22    |
| 1924–25 | Район Будапешт, 1 Лига              | 1     | 5     | 12                  | 24    |
| 1926–27 | 1 Лига профессионального чемпионата | 1     | 8     | 10                  | 14    |
| 1927–28 | 1 Лига профессионального чемпионата | 1     | 6     | 12                  | 18    |
| 1928–29 | 1 Лига профессионального чемпионата | 1     | 7     | 12                  | 19    |
| 1929–30 | 1 Лига профессионального чемпионата | 1     | 10    | 12                  | 16    |
| 1930–31 | Профессиональная 1Лига              | 1     | 5     | 12                  | 24    |
| 1931–32 | Профессиональная 1Лига              | 1     | 10    | 12                  | 14    |
| 1932–33 | Профессиональная 1Лига              | 1     | 10    | 12                  | 13    |
| 1933–34 | Профессиональная 1Лига              | 1     | 12    | 12                  | 12    |
| 1934–35 | 2 Лига                              | 2     | 2     | 13                  | 38    |
| 1935–36 | Профлига                            | 2     | 1     | 14                  | 49    |
| 1936–37 | Национальный чемпионат              | 1     | 5     | 14                  | 32    |
| 1937–38 | Национальный чемпионат              | 1     | 7     | 14                  | 24    |
| 1938–39 | Национальный чемпионат              | 1     | 6     | 14                  | 28    |
| 1939–40 | Национальный чемпионат              | 1     | 14    | 14                  | 4     |
| 1940–41 | 3 Лига                              | 3     | 5     | 12                  | 25    |
| 1941–42 | 3 Лига                              | 3     | 12    | 12                  | -     |
| 1945    | Чемпионат Будапешта                 | 1     | 12    | 12                  | 3     |
| 1945–46 | 2 Лига                              | 2     | -     | 14                  | -     |